# Who saw the Peacock Dance in the Jungle?
Who saw the Peacock Dance in the Jungle? (jap. クジャクのダンス、誰が見た？ Kujaku no Dansu, Dare ga Mita?) ist eine Mangaserie von Mangaka Rito Asami. Sie erschien in Japan von 2022 bis 2025, im Jahr 2025 startete eine Adaption als Dorama im japanischen Fernsehen und weltweit bei Netflix. Die Kriminalgeschichte erzählt von der Tochter eines ermordeten Polizisten, die die wahren Gründe für den Tod ihres Vaters herausfinden will. 

## Inhalt
Der Vater der jungen Studentin Komugi Yamashita, ein Kriminalpolizist, wird am Heiligabend ermordet und deren gemeinsame Wohnung niedergebrannt. Tomoya Endo wird als Verdächtiger festgenommen. Er ist der Sohn eines Kriminellen, der vor 22 Jahren zum Tode verurteilt wurde und der unter anderem von Yamashitas Vater überführt wurde. Doch kurz darauf erhält Yamashita einen Brief ihres Vaters, in der dieser seine Ermordung ahnt und den Verdächtigen als unschuldig benennt. Sie sucht Hilfe bei einem Anwalt, um die Geheimnisse hinter der Arbeit ihres Vaters und die wahren Gründe für seinen Tod aufzudecken.

## Veröffentlichungen
Der Manga erschien in Japan zunächst in einzelnen Kapiteln im Magazin Kiss. Das erste Kapitel kam im Juli 2022 heraus und das letzte im Februar 2025. Der Verlag Kodansha veröffentlichte die Serie auch gesammelt in sieben Bänden. Eine deutsche Fassung wird seit Februar 2025 von Carlsen Manga in bisher drei Bänden herausgegeben (Stand August 2025). Die Übersetzung stammt von Martin Bachernegg. Auf Polnisch erscheint die Serie beim Verlag Waneko.

## Verfilmung
Eine Umsetzung des Mangas als Dorama entstand bei den Studios von TBS. Regie führten Kenta Tanaka, Takahiro Aoyama, Ryōsuke Fukuda und Takayoshi Tanazawa; die Drehbücher schrieben Jun Hagimori, Tomoki Kanazawa und Edamaki Nagahana. Die verantwortlichen Produzenten waren Izumi Maruyama, Keisuke Nakajima und Yūki Uchikawa. Die künstlerische Leitung lag bei Tomone Yamamoto, für die Kostüme war Mayu Watanabe verantwortlich und für die Kameraführung Satoshi Hashimoto, Junichi Nakamura und Shinya Sato. Editors waren Seiji Harimoto und Yūya Kadota, die Musik komponierte Alisa Okehazama.
Seit dem 24. Januar 2025 wird die Serie von TBS in Japan gezeigt. Seit dem 31. Januar 2025 wird die Serie bei Netflix unter anderem mit deutscher Synchronisation veröffentlicht.